# California Blue
«Califòrnia Blue» és un senzill compost per Roy Orbison, Jeff Lynne i Tom Petty, i gravat per Roy Orbison per a l'àlbum Mystery Girl, publicat el 1989.
Aquesta cançó va assoliir la posició #51 en els Billboard Country Music Charts, segons la Hot Country Song de Joel Whitburn, el 29 de juny de 1989.

## Formació
- Roy Orbison – vocalista, cor, guitarra acústica.
- Jeff Lynne – cor, guitarra elèctrica, teclats, baix, productor.
- Tom Petty – vocalista, guitarra acústica.
- Mike Campbell – guitarra acústica, mandolina
- Ian Wallace – tambors, percussió.

## Posicionament
| Llistes (1989)           | Màxima posició |
| ------------------------ | -------------- |
| Bèlgica (Regió Flamenca) | 25             |
| Alemanya Federal         | 34             |